# Symmachia poirieri
Espèce
Symmachia poirieri est un insecte lépidoptère appartenant à la famille  des Riodinidae et au genre Symmachia.

## Taxonomie
Symmachia poirieri a été décrit par Jean-Yves Gallard en 2009.

## Écologie et distribution
Symmachia poirieri a été trouvé en Guyane.

### Protection
Pas de statut de protection particulier.